# Hekluskogar
Hekluskogar er et projekt i Island til bekæmpelse af erosion og sandfygning efter udbrud fra vulkanen Hekla. Dette er Islands største reetablering af birkeskove og projektet dækker et område på over 90.000 ha.